# Mofetta

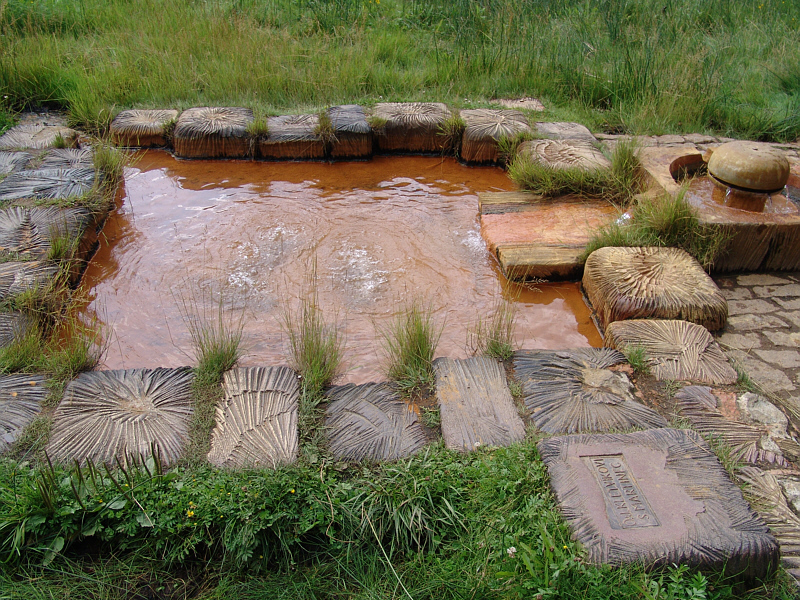
A Császárforrás mofetta a csehországi Soosban (2005)

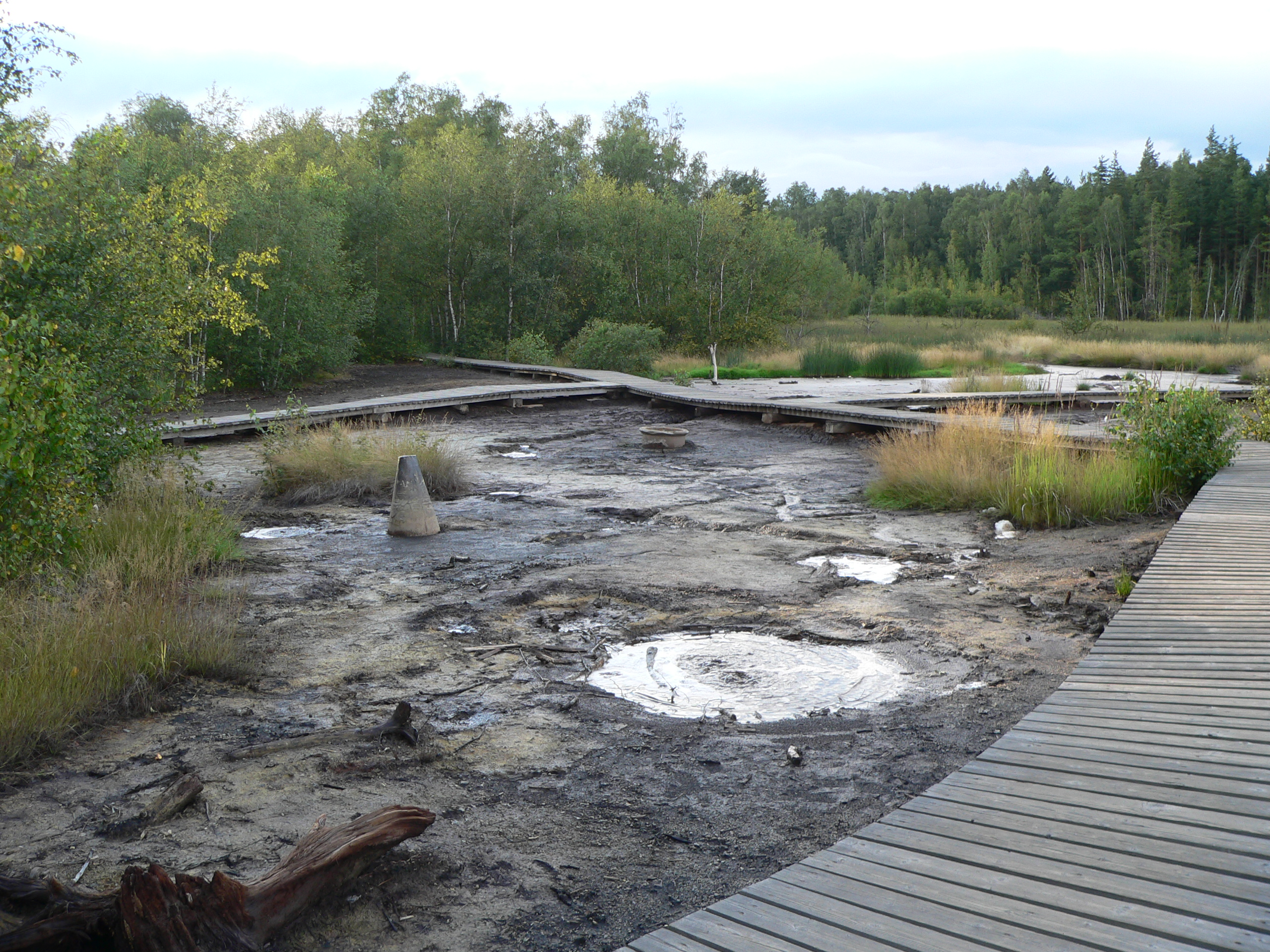
A soosi mofettamező Csehországban

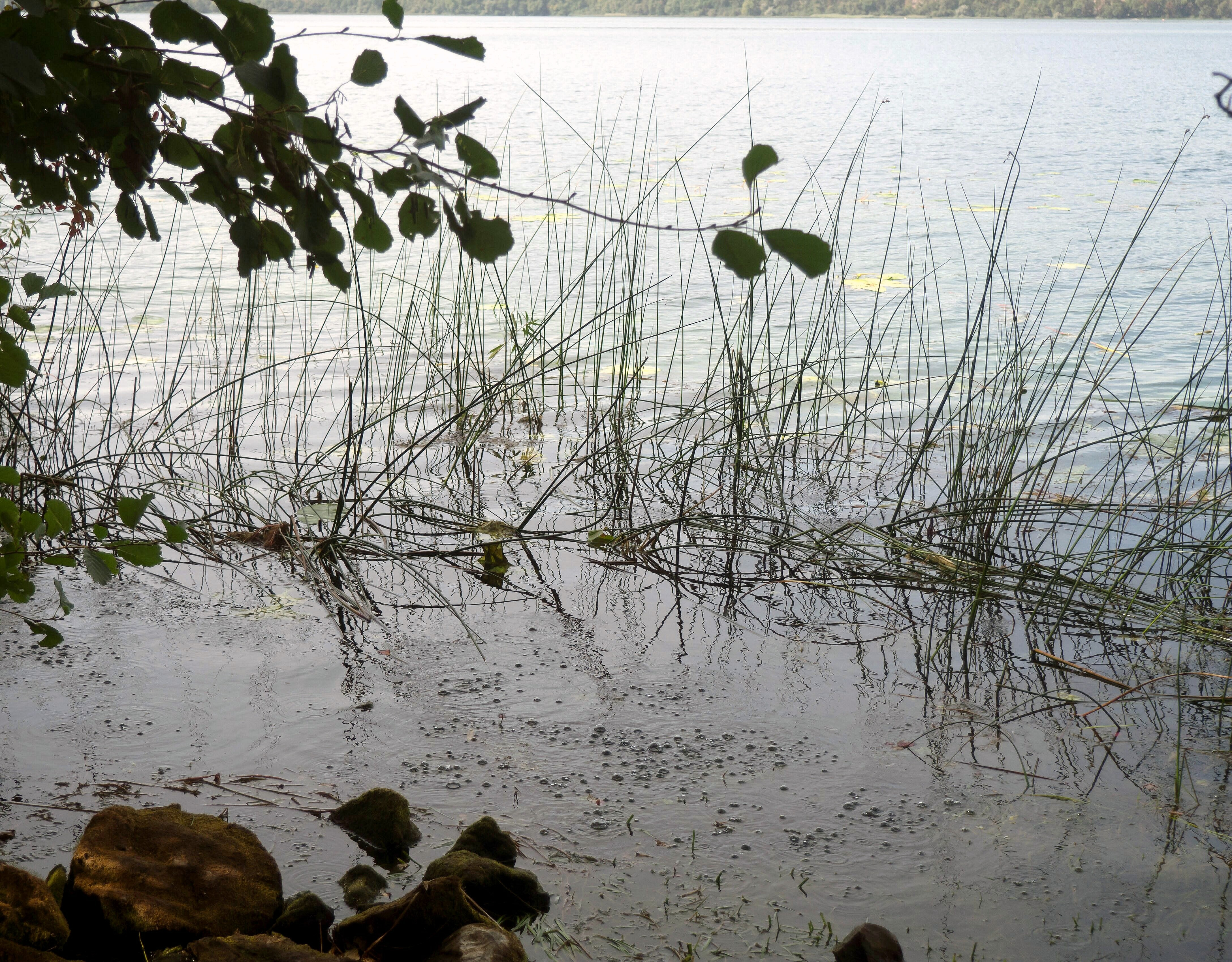
Mofetta a Laacher See-ben, Rajna-vidék-Pfalz, Németország

A mofetta vulkáni utótevékenységhez kötődő, főleg szén-dioxidból álló gázfeltörés. A  természetben előforduló mofettákat évszázadok óta ismerik és használják. Ma egyrészt szén-dioxidos szárazfürdőként gyógyszállók kínálják, újabban wellness-szolgáltatások keretében speciális készülékekkel utánozzák is a hatását.

## Neve
A „mofetta” olasz szó, amely a latin mephitis szóból („bűzös kipárolgás”) származik.

## Fajtái
A száraz mofetták gázt, a nedves mofetták szénsavas vizet (savanyúvizet) adnak.

## Előfordulása
Mofetták találhatók például Auvergne-ben, vagy az Eifel-hegységben (a Laacher See partján). Mofetta van Pozzuoli közelében (Grotta del Cane), ilyen a Jáva szigetén található Halálvölgy, vagy a Halálszurdok (Death Gulch) a Yellowstone Nemzeti Parkban.
- A mátraderecskei Széndioxid Gyógygázfürdő (1999 óta)
- Parádfürdőn
- Hajdúszoboszlón (mesterséges szén-dioxid fürdő)

Székelyföldön gyakoriak a mofetták és a borvizes források, ezeket a helyi lakosság évszázadok óta használja. Az egyik legismertebb természetes mofetta a torjai Büdös-barlang, amely a feltörő gáz erős kéntartalma nyomán kapta a nevét. De például a Csíkszentimre határában található Csíkszentimrei Büdösfürdő is a mofettáiról kapta a nevét. A savanyúvizek neve Erdélyben borvíz, a Felvidéken csevice.